# Oceania Rugby Women's Championship 2024
Oceania Rugby Women's Championship 2024 fu la 6ª edizione del campionato oceaniano di rugby a 15 femminile.
Organizzato da Oceania Rugby, si tenne in Australia dal 24 maggio al 2 giugno 2024 tra quattro squadre nazionali a girone unico.
Tutte le gare si tennero all'Oldmac Oval di Brisbane, campo interno del Sunnybank, locale club rugbistico.
Il campionato servì da qualificazione oceaniana alla Coppa del Mondo 2025: alla squadra vincitrice fu destinato il posto diretto alla competizione in Inghilterra, permettendo alla seconda classificata il tentativo di qualificarsi tramite il WXV 3 2024, torneo che metteva in palio complessivamente sei posti alla Coppa del Mondo tra i partecipanti di tutte le sue divisioni.
Per la quarta volta in sei edizioni la vittoria fu appannaggio di Figi che, nell'ultima giornata, batté Samoa in quello che fu di fatto lo spareggio per il titolo continentale; i figiani furono ammesi alla Coppa del Mondo e, insieme alla stessa Samoa, si aggiudicò anche la qualificazione al WXV 3 2024.
Il valore delle marcature, come stabilito da World Rugby nel 2017, è: 5 punti per ciascuna meta (7 se trasformata), 7 punti per la meta tecnica, 3 punti per la realizzazione di ciascun calcio piazzato, idem per il drop.

## Squadre partecipanti
- Figi
- Papua Nuova Guinea
- Samoa
- Tonga

## Risultati
Papua Nuova Guinea non riuscì a presenziare in tempo utile al primo incontro del torneo, e di conseguenza Oceania Rugby sanzionò l'annullamento dell'incontro e l'assegnazione di cinque punti in classifica a Samoa, l'avversaria che avrebbe dovuto incontrare.

### 1ª giornata
| Arbitro: | Jess Ling |

|                                                                                   |      |         |
| Waisega 12’, 45’ Matarugu 16’ Arei 25’, 37’ Milinia 34’ Ralivanawa 48’ Marama 64’ | mt   |         |
| Tisolo 16’, 37’, 45’, 64’                                                         | tr   |         |
|                                                                                   | c.p. | 11’ Toa |

### 2ª giornata
| Arbitro: | Jessica Ling |

| |      |                 |
| Cumu 5’ Naisewa 10’, 34’ Ralivanawa 17’, 44’, 52’, 56’ Nabura 23’ Serevi 31’ Neivosa 60’ Tove 69’ Milinia 73’ Waisega 79’ | mt   |                 |
| Tisolo 5’, 17’, 23’, 31’, 34’, 44’, 56’, 69’, 73’, 79’                                                                    | tr   |                 |
| | c.p. | 39’, 49’ Lagona |

| Arbitro: | Lavenia Racaca |

|                                            |      |            |
| Pauaraisa 2’, 30’ Aumua 11’ Bloomfield 74’ | mt   | 23’ Teutau |
| Siataga 2’, 11’, 30’                       | tr   | 23’ Toa    |
| Siataga 58’                                | c.p. |            |

### 3ª giornata
| Arbitro: | Lavenia Racaca |

|                                                                |    |             |
| Fakahua 7’ Tuiaki 14’, 18’, 63’ Mahoni 32’ Cook 38’ Manase 77’ | mt | 45’ Kaputin |
| Akolo 7’, 38’                                                  | tr |             |

| Arbitro: | Jessica Ling |

|                          |      |                                        |
| Fiafia 39’ Auimatagi 55’ | mt   | 9’ Narokete 23’ Ravutia 28’ Senikarivi |
|                          | tr   | 9’, 23’, 28’ Tisolo                    |
| Siataga 45’              | c.p. | 60’, 73’ Tisolo                        |

## Classifica
| Pos | Squadra            | G | V | N | P | PF  | PS  | DP   | BMP | Pt |
| --- | ------------------ | - | - | - | - | --- | --- | ---- | --- | -- |
| 1   | Figi               | 3 | 3 | 0 | 0 | 160 | 22  | +138 | 2   | 14 |
| 2   | Samoa              | 3 | 2 | 0 | 1 | 42  | 34  | +8   | 2   | 10 |
| 3   | Tonga              | 3 | 1 | 0 | 2 | 49  | 82  | −33  | 1   | 5  |
| 4   | Papua Nuova Guinea | 3 | 0 | 0 | 3 | 11  | 124 | −113 | 0   | 0  |